# De Leeuw (Zeerijp)
De Leeuw is een koren- en pelmolen in het dorp Zeerijp in de provincie Groningen.
De molen werd in 1865 herbouwd in Zeerijp, maar stond daarvoor in Solwerd bij Appingedam. De compleet houten molen is uitgerust met twee koppels maalstenen en twee pelstenen. De pellerij moet worden hersteld, maar de maalstenen malen regelmatig veevoer. De molen is tussen 1974 en 1977 gerestaureerd en wordt elke zaterdag door vrijwillige molenaars in bedrijf gesteld. Jarenlang was de molen eigendom van de Molenstichting Fivelingo, sinds 2016 is dit Stichting Het Groninger Landschap.